# قرار مجلس الأمن التابع للأمم المتحدة رقم 2102
قرار مجلس الأمن التابع للأمم المتحدة رقم 2102، المتخذ بالإجماع في 2 مايو 2013 م.

## روابط خارجية
- نص القرار في undocs.org